# ميلاني فاليجو
ميلاني فاليجو (بالإنجليزية: Melanie Vallejo)‏ هي ممثلة أسترالية، ولدت في 27 أكتوبر 1979 بأديلايد في أستراليا.

## أعمال

### أفلام
- (2018) تطوير

## وصلات خارجية
- ميلاني فاليجو على موقع IMDb (الإنجليزية)
- ميلاني فاليجو على موقع قاعدة بيانات الفيلم (الإنجليزية)